# نعومي شهاب ناي
نعومي شهاب ناي (بالإنجليزية: Naomi Shihab Nye) (ولدت في 12 مارس 1952 -) هي شاعرة وكاتبة أغاني وروائية فلسطينية،  ولدت في سانت لويس، ميزوري لأب فلسطيني وأم أمريكية، ألفت أولى قصائدها في سن السادسة، ونشرت أو ساهمت في أكثر من 30 مجلداً في الشعر والقصص والكتب المصورة والروايات،  على الرغم من أنها تسمي نفسها "شاعرة متجولة" لكنها تشير إلى سان أنطونيو كموطنها، وتصف زيارة جدتها في قرية سنجل بالضفة الغربية بأنها تجربة غيرت حياتها، حصلت على "جائزة إن إس كي نيوستادت لأدب الطفل" في 2013 تكريمًا لها ككاتبة،  وفي عام 2019 عينتها مؤسسة الشعر "حائزة على جائزة شاعر الشباب للفترة 2019-21″.
تركز نعومي في أعمالها على مواضيع تشابه وتباين الثقافات، وقد برز ذلك منذ مجموعتها الشعرية الأولى "(بالإنجليزية: Different Ways to Pray) - طرق مختلفة للصلاة" التي نشرت عام 1980، وتجمع قصائدها كما يقول الشاعر وليام ستافورد «بين الحيوية المتساميه والألق إلى جانب الدفء وعمق الرؤية الإنسانية.»

## سيرتها
ولدت نعومي في 1952 لأب فلسطيني «عزيز شهاب» يعمل صحفي ومحرر وكاتب وهو مؤلف كتاب "A Taste of Palestine: Menus and Memories"، وأمها أمريكية كانت تعمل مُدرسة في مدرسة مونتيسوري،  نشأ والدها في فلسطين وبعد النكبة هُجرت عائلته من فلسطين في عام 1948 وأصبحوا لاجئين في الخارج،  نشأت نعومي في فيرجسون بمقاطعة سانت لويس بولاية ميسوري، وتعلمت الكتابة في سن مبكرة، متأثرة بقراءة والدتها لها، وعندما بلغت الرابعة عشرة من عمرها انتقلت عائلتها إلى الضفة الغربية في فلسطين، لزيارة جدتها هناك، وعاشت فترة قصيرة في رام الله والقدس حيث تلقت جزءًا من تعليمها الثانوي،  وعادوا إلى الولايات المتحدة قبل اندلاع حرب الأيام الستة عام 1967،  بعد أقل من عام استقروا في سان أنطونيو في ولاية تكساس،   وأكملت تعليمها الثانوي في سان أنطونيو في مدرسة روبرت إي لي الثانوية، وحصلت فيما بعد على درجة البكالوريوس في اللغة الإنجليزية والأديان العالمية من جامعة ترينيتي،  وقد تركت زيارتها لفلسطين أثرًا كبيرًا في نفسها أنعكس على كتاباتها فيما بعد.
أقامت نعوي مع عائلتها في سان أنطونيو بولاية تكساس،  وفي عام 1978 تزوجت من «مايكل ناي» الذي عمل في البداية كمحام ثم مصور فوتوغرافي وكاتب. 

## المسيرة المهنية

### تعليم الكتابة
عمل ناي بعد تخرجها كاتبة في المدارس في لجنة الفنون في تكساس، وواصلت في تدريس ورش الكتابة للأطفال،  وحاليًا تُدرس الكتابة الإبداعية في جامعة ولاية تكساس.

### الكتابة
تصف ناي نفسها بأنها «شاعرة متجولة»، وبأن مُعظم أشعارها مستوحاه من ذكريات طفولتها وأسفارها، وتعتبر سان أنطونيو مصدر إلهام للعديد من قصائدها،  وتتميز قصائدها بأنها صريحة وسهلة المنال، تناولت في مجموعتها الشعرية الأولى «(بالإنجليزية: Different Ways to Pray) - طرق مختلفة للصلاة» أوجه التشابه والاختلاف بين الثقافات، والذي أصبح لاحقًا أحد مجالات تركيزها، وتشمل كتبها الأخرى المجموعة الشعرية «(بالإنجليزية: 19 varieties of gazelle: poems of the Middle East) ‏- 19 نوعا من الغزلان: قصائد الشرق الأوسط»، و«(بالإنجليزية: Red Suitcase) - الحقيبة الحمراء»، و«(بالإنجليزية: Fuel) - الوقود»، ولها مجموعة مقالات بعنوان «(بالإنجليزية: Never in a Hurry) - لا تتسرع أبدًا»، ولها رواية شبابية بعنوان «(بالإنجليزية: Habibi) - حبيبي» تحكي فيها قصة مراهقة عربية أمريكية انتقلت إلى القدس في السبعينيات، ولها كتاب مصور بعنوان «(بالإنجليزية: Lullaby Raft)» و«(بالإنجليزية: Rutabaga-Roo)».
لها كتابين لها من فصلين أولهما «(بالإنجليزية: Tattooed Feet) - قدم موشومة» 1977، والآخر بعنوان «(بالإنجليزية: Eye-to-Eye)» 1978، وفازت مجموعتها الشعرية الكاملة «(بالإنجليزية: Hugging the Jukebox) - معانقة الصندوق الموسيقي» 1982 بجائزة «شعر فورتمان»، وهي مجموعة شعرية تُركز على الروابط المشتركة بين الشعوب المتنوعة، فيما تقدم «(بالإنجليزية: Yellow Glove) - القفاز الأصفر» قصائد ذات مواضيع أكثر مأساوية وحزينة، ووفقًا لمؤسسة الشعر فأن مجموعتها الشعرية «(بالإنجليزية: Fuel) - الوقود» الأكثر استحسانًا وتنوعًا في الموضوعات والمشاهد.
أشار القاضي أندريه ديفيس إلى قصيدة نعومي ناي المعنونة «(بالإنجليزية: Famous) - الشهيرة» في رأيه المؤيد لقضية "جافين جريم ضد مجلس مدرسة مقاطعة جلوستر"،  وأُدرجت قصيدتها «(بالإنجليزية: So much happiness) - الكثير من السعادة»  في «طبعة السعادة» من مجلة برابولا.

### تحرير المختارات
حررت نعومي العديد من مُختارات القصائد للصغار والكبار، ومن أشهرها «(بالإنجليزية: This Same Sky: A Collection of Poems from around the World)» التي ضمت مجموعة قصائد من مُختلف أنحاء العالم، وأحتوت على أعمال مترجمة لحوالي 129 شاعرًأ من 68 دولة مختلفة،  وأحدث مختاراتها بعنوان «(بالإنجليزية: Is This Forever, Or What?: Poems & Paintings from Texas) - هل هذا إلى الأبد، أم ماذا؟: أشعار ولوحات من تكساس».

## مؤلفات

### شعر
من مؤلفاتها أيضاً المجموعات الشعرية:
- «(بالإنجليزية: Different Ways to Pray) - طرق مختلفة للصلاة»، منشورات بريتينبوش، 1980.[25]
- «(بالإنجليزية: On the Edge of the Sky) - على حافة السماء»، مطبعة الأغوانا، 1981.[26]
- «(بالإنجليزية: Hugging the Jukebox) - معانقة الصندوق الموسيقي»، دوتون لكتب الأطفال، 1982.[27]
- «(بالإنجليزية: Yellow Glove) - القفاز الأصفر»، كتب بريتينبوش، 1986.[28]

- «(بالإنجليزية: Red Suitcase) - الحقيبة الحمراء»، بي إو إيه إديشنز، 1994.[29]

- «(بالإنجليزية: Words Under the Words) - كلمات تحت الكلمات»، مطبعة الجبل الثامن، 1994.[30]

- «(بالإنجليزية: Fuel) - الوقود»، بي إو إيه إديشنز، 1998.[31]

- «(بالإنجليزية: 19 varieties of gazelle: poems of the Middle East) ‏- 19 نوعا من الغزلان: قصائد الشرق الأوسط»، هاربر كولينز، 2002.[32]

- «(بالإنجليزية: Field Trip) - رحلة ميدانية».

- «(بالإنجليزية: A Maze Me: Poems for Girls) - أذهلني: قصائد للبنات»، جرينويلو بوكس، 2005.  [33]

- «(بالإنجليزية: Invisible: Poems) - غير مرئي: قصائد»، ترايلوبيت بريس، 1987.[34]

- «(بالإنجليزية: Mint) - نعناع»، ستيت ستريت برس شاب بوكس، نيويورك، 1991.[35]

- «(بالإنجليزية: Mint Snowball) - مينت سنوبول»، أنهينغا برس، 2001.  [36]

- «(بالإنجليزية: You & yours: poems) - أنت ولك: قصائد»، بي إو إيه إديشنز، 2005.[37]

- «(بالإنجليزية: Tender Spot: Selected Poems) - بقعة العطاء: قصائد مختارة»، بلودكس بوكس، 2008.  [38]

- «(بالإنجليزية: Transfer) - تحويل»، بي إو إيه إديشنز، 2011.[39]

- «(بالإنجليزية: Sometimes I Pretend: A Poem) - أحيانًا أتظاهر: قصيدة»، سانتا كروز، كاليفورنيا، بيتر ودونا توماس، 2014.[40]

- «(بالإنجليزية: The Tiny Journalist: Poems) - الصحفي الصغير: قصائد» بي إو إيه إديشنز، 2019.  [41]

- «(بالإنجليزية: Kindness) - لطف»، نايت لايبري برس، 2003.[42]

### شعر للأطفال
- «(بالإنجليزية: What Have You Lost?) - ماذا خسرت؟»، بالاشتراك مع مايكل ناي، جرينويلو بوكس، 1999.[43]

- «(بالإنجليزية: Come With Me: Poems for a Journey) - تعال معي: قصائد رحلة»، جرينويلو بوكس، 2000.[44]

- «(بالإنجليزية: Is This Forever, Or What?: Poems & Paintings from Texas) - هل هذا إلى الأبد، أم ماذا؟: أشعار ولوحات من تكساس»، جرينويلو بوكس، 2003.[45]

- «(بالإنجليزية: Honeybee: poems & short prose) - نحل العسل: قصائد ونثر قصير»، جرينويلو بوكس، 2008.[46]

- «(بالإنجليزية: Voices in the Air: Poems for Listeners) - أصوات في الهواء: قصائد للمستمعين»، جرينويلو بوكس، 2018.[47]

- «(بالإنجليزية: Everything Comes Next: Collected and New Poems) - كل شيء يأتي تبعًا: قصائد مجمعة وجديدة»، جرينويلو بوكس، 2020.[48]

### مختارات شعرية
- «(بالإنجليزية: The Best American Poetry) - أفضل شعر أمريكي»، سكريبنر بوتري، 2003.[49]

- «(بالإنجليزية: When She Named Fire: An Anthology of Contemporary Poetry by American Women) - عندما سميت نار: مختارات من الشعر المعاصر للمرأة الأمريكية»، أوتم هاوس برس، 2009.[50]

- «(بالإنجليزية: Ghost Fishing: An Eco-Justice Poetry Anthology) - صيد الأشباح: مختارات شعرية للعدالة البيئية»، مطبعة جامعة جورجيا، 2018.[51]

- «(بالإنجليزية: Thanku: Poems of Gratitude) - الشكر: قصائد امتنان»، ميلبروك برس، 2019.[52]

### مقالات
- «(بالإنجليزية: Never in a hurry: essays on people and places) - لا تتعجل أبدًا: مقالات عن الأشخاص والأماكن»، مطبعة جامعة ساوث كارولينا، كولومبيا، 2003.[53]

### روايات
- «(بالإنجليزية: Habibi) - حبيبي»، رواية، سيمون بالس، 1999.[54]

- «(بالإنجليزية: The Turtle of Oman) - سلحفاة عمان»، جرينويلو بوكس، 2014.[55]

- «(بالإنجليزية: Going, Going) - ذاهب، ذاهب»، جرينويلو بوكس، 2005.[56]

### قصص قصيرة
- «(بالإنجليزية: There is no Long Distance Now) - لا توجد مسافة طويلة الآن»، هاربر كولينز، 2011.[57]

- «(بالإنجليزية: Hamadi) - حمادي».
- «(بالإنجليزية: Tomorrow, Summer) - غدًا، الصيف».

### ديسكوغرافيا
- «(بالإنجليزية: Rutabaga-Roo – I've Got a Song and It's for You) - روتاباجا رو - لدي أغنية من أجلك»، القط الطائر، 1979.[58]

### تحرير
- «(بالإنجليزية: This Same Sky: A Collection of Poems from around the World) - هذه نفس السماء: مجموعة قصائد من جميع أنحاء العالم»، فور ويندز برس، نيويورك، 1992.[59]

### دراسات نقدية
- «(بالإنجليزية: Extreme Realities: Naomi Shihab Nye's Essays and Poems) - وقائع متطرفة: مقالات وأشعار نعومي شهاب ناي»، تأليف جوميز-ڤيجا وأيبيس، مجلة الشعر المقارن، العدد:30، 2010، الصفحات:109–133.[60]

## جوائز
حازت رواية ناي الأولى «(بالإنجليزية: Habibi) - حبيبي» على جائزة جمعية المكتبات الأمريكية «أفضل كتاب للشباب»، وجائزة «كتاب مكتبة نيويورك العامة للشباب»، و«أفضل كتاب للقراء الشباب من معهد تكساس للآداب»،  و«جائزة كتاب جين أدامز للأطفال» التي تُمنح سنويًا لكتاب موجه للأطفال يروج لقضايا السلام والمساواة الاجتماعية،  وحصلت أيضًا على «جائزة الشرق الأوسط للكتاب لأدب الشباب».
حازت ناي على العديد من الجوائز والزمالات، ومنها أربع «جوائز بوشكارت»، و«جائزة باترسون للشعر»، وأفضل مُقتبسات الكتب من جمعية المكتبات الأمريكية، وزمالة ويتر بينر في 2000،  وفي عام 1997 كرمتها جامعة ترينيتي بجائزة الخريجة المتميزة، أختارها موقع PeaceByPeace.com كأحد أبطال السلام الأوائل في يونيو 2009،  وفازت بجائزة روبرت كريلي في 2013.
في أكتوبر 2012 حصلت على «جائزة إن إس كي نيوستادت لأدب الطفل» لعام 2013،  وهي جائزة محكّمة ترعاها جامعة أوكلاهوما ومجلة الأدب العالمي اليوم، وفي بيان ترشيحها، كتب عضو لجنة التحكيم ابتسام بركات «يمكن لإنسانية نعومي المتوهجة وصوتها تغيير العالم أو عالم شخص ما، باتخاذ موقف لا يقل جمالاً عن قصيدة رائعة»، وأثنت بركات على عمل نعومي ناي بقولها: «يمتزج شعر نعومي ببراعة مع الموسيقى والصور والألوان واللغات والرؤية الثاقبة ويتحول إلى قصائد تتألم مثل الشاطئ في المد والجذر».
في 2019 عينتها مؤسسة الشعر "حائزة على جائزة شاعر الشباب للفترة 2019-21″، ووصفت المؤسسة أسلوب كتابة نعومي ناي بأنه "يتحرك بسلاسة بين الأعمار بطريقة دافئة ومتطورة وسهلة الوصول حتى بالنسبة لأصغر القراء".
وحصلت على زمالة لانان، وزمالة غوغنهايم، وزمالة ويتر بينر (مكتبة الكونغرس).

## وصلات خارجية
- نعومي شهاب ناي على موقع أرشيف الشارخ.
- نعومي شهاب ناي على موقع ميوزك برينز (الإنجليزية)
- جريدة الرياض : نعومي شهاب: شاعرة الحياة اليومية
- جريدة الرياض : نعومي شهاب ناي وسجادة اللغة
- الإمبراطور: نعومي شهاب ناي
- أصوات الشمال : الدم نعومي شهاب